# حق المغتربين في التصويت في بلدهم الأصلي

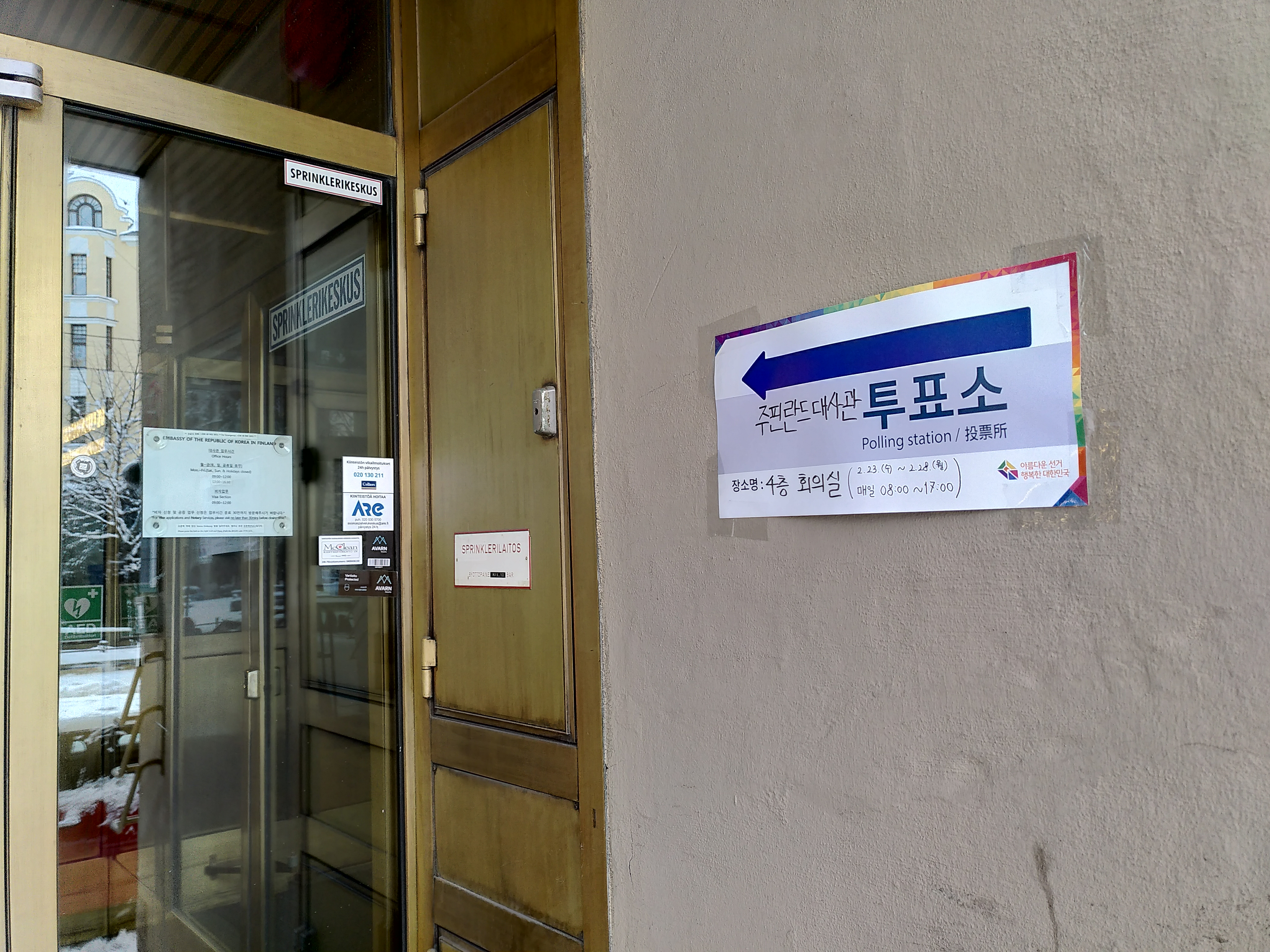
مركز اقتراع في سفارة جمهورية كوريا في هلسنكي.

يختلف حق المغتربين في التصويت في الانتخابات في بلدهم الأصلي وفقًا لتشريعات هذا البلد. تمنح بعض الدول (مثل فرنسا) مواطنيها المغتربين حقوق تصويت غير محدودة ومطابقة لحقوق المواطنين الذين يعيشون في بلدهم الأم. تسمح دول أخرى لمواطنيها المغتربين بالتصويت فقط خلال عدد معين من السنوات بعد مغادرة البلاد، وبعد ذلك لا يحق لهم التصويت (على سبيل المثال؛ 15 عامًا بالنسبة للمملكة المتحدة، و25 عامًا بالنسبة لألمانيا). تمنح دول أخرى حق التصويت حصرًا للمواطنين الذين يعيشون في تلك الدولة، وبالتالي تجرّد المواطنين المغتربين من حقوقهم في التصويت بمجرد مغادرة بلدهم الأصلي (مثل أيرلندا، مع استثناءات محدودة للغاية).
في بعض الأحيان، تختلف حقوق المغتربين في التصويت في الانتخابات المحلية ضمن البلد الواحد، وتكون هذه البلدان عادة ذات أنظمة فيدرالية، مثل سويسرا والولايات المتحدة. على سبيل المثال، يمكن للمغتربين السويسريين المنحدرين من بعض الكانتونات التصويت في الانتخابات على المستوى الكانتوني، بينما قد لا يمكن لأولئك المنحدرين من كانتونات أخرى فعل ذلك. أثارت بعض مؤسسات الاتحاد الأوروبي هذه القضية، لا سيما في ما يتعلق بمواطني إحدى دول الاتحاد الأوروبي والمقيمين في دولة أوروبية أخرى.
في عام 2006، منحت 93 دولة مواطنيها المغتربين حق التصويت: 21 دولة أفريقية، و13 دولة في الأمريكيتين، و15 دولة آسيوية، و6 دول في المحيط الهادئ، و36 دولة أوروبية.
وفقًا لبحث شامل ودقيق نُشر في عام 2007، عند البحث في 214 دولة وإقليم، كانت 115 واحدة منها تملك أحكامًا للتصويت الخارجي.

## التحليل حسب البلدان

### أستراليا
يمكن للمواطنين الأستراليين المقيمين في الخارج التصويت إذا سجلوا للتصويت في غضون ثلاث سنوات من المغادرة وكانوا يعتزمون العودة إلى أستراليا في غضون ست سنوات من المغادرة. يمكن للأستراليين الذين غادروا أستراليا عندما كانوا تحت الـ18 عامًا التصويت إن كانوا يعتزمون العودة إلى أستراليا في غضون ست سنوات من عيد ميلادهم الثامن عشر. يمكن التصويت عن طريق البريد، أو في سفارة، أو قنصلية، أو مفوضية عليا أسترالية. بخلاف الأستراليين المقيمين في أستراليا، فإن التصويت ليس إلزاميًا بالنسبة للمغتربين الأستراليين.

### النمسا
يجوز للمواطنين النمساويين المقيمين في الخارج التصويت عن طريق البريد في الانتخابات الرئاسية والبرلمانية النمساوية، وكذلك في الاستفتاءات، دون وجود تاريخ لانتهاء صلاحية إمكانية التصويت. ويجب أن يدرجوا أنفسهم في سجل مخصص للناخبين الأجانب، وأن يجددوا تسجيلهم كل عشر سنوات.

### بلجيكا
اعتبارًا من عام 2017، أصبح بإمكان المواطنين البلجيكيين المقيمين في الخارج التسجيل للتصويت في انتخابات مجلس النواب والبرلمان الأوروبي. بمجرد التسجيل في مكتب قنصلي (وهو أمر اختياري)، يصبح الشخص مجبرًا على التصويت. لا يمكن للمغتربين التصويت في الانتخابات الإقليمية أو المحلية.
نُفّذ أول تشريع خاص بالبلجيكيين المؤهلين في الخارج بين عامي 1925-1919، بهدف استيعاب الجيش البلجيكي المتمركز في الأراضي الألمانية بعد الحرب العالمية الأولى. كانوا يدلون بأصواتهم في تاريخ سابق وتُرسل الأصوات إلى الدائرة الانتخابية الموافقة في بلجيكا.
أعطى أول قانون حديث، قانون 18 ديسمبر 1998، البلجيكيين الذين يعيشون في الخارج الحق في التصويت في الانتخابات الفيدرالية (مثل انتخابات مجلس النواب ومجلس الشيوخ). ولكن لم يكن القانون كافيًا ولم يُطبق بشكل عام.
حسّن قانون 7 مارس 2002 من الإجراء، إذ أقر أنه يمكن للبلجيكيين في الخارج التسجيل في بلدية من اختيارهم، الأمر الذي سيحدد الدائرة الانتخابية التي سيُدلى فيها تصويتهم. عند الممارسة العملية، أُدليت معظم الأصوات في دائرة بروكسل-هالي-فيلفوردي الحساسة من الناحية اللغوية (فهي ثنائية اللغة).
استبدل إصلاح الدولة البلجيكية السادس (في 2012 تقريبًا)، الذي ألغى أيضًا دائرة بروكسل-هالي-فيلفوردي الانتخابية وانتخابات مجلس الشيوخ المباشرة، بالاختيار الحر بلديةً محددةً موضوعيًا (اعتمادًا على آخر مكان عاش فيه الشخص، أو بتطبيق معايير أخرى).
غيّر قانون 17 نوفمبر 2016 الإجراء قليلًا، ووسّع أيضًا حق التصويت في انتخابات البرلمان الأوروبي ليشمل البلجيكيين الذين يعيشون في دولة ليست عضوًا في الاتحاد الأوروبي. أما البلجيكيون الذين يعيشون في دولة ضمن الاتحاد الأوروبي، فكانوا يملكون مسبقًا حق التصويت في القوائم البلجيكية في انتخابات البرلمان الأوروبي.
في 26 أغسطس عام 2016، وافقت الحكومة أيضًا على حق التصويت في الانتخابات الإقليمية؛ ولكن، يخضع هذا التغيير لموافقة الأغلبية الخاصة في البرلمان، ما أدى إلى تعليق هذا الإجراء.